# 宇文仲
宇文仲（？—？），代郡武川镇（今内蒙古自治区呼和浩特市武川县）人，是宇文阿头之子，追尊周德帝宇文肱的堂兄，死于代北。保定元年（561年），北周追赠宇文仲使持节、太傅、柱国大将军、大司徒、大都督、燕平等十州诸军事、燕州刺史，追封虞国公，食邑三千户，由其子宇文兴袭爵。

## 延伸阅读
[在维基数据编辑]
 《周書·卷10》，出自令狐德棻《周書》
 《北史·卷057》，出自李延壽《北史》